# Scritti sull'esoterismo islamico e il taoismo
Scritti sull’esoterismo islamico e il taoismo (Aperçus sur l'ésotérisme islamique et le Taoïsme) è un'opera postuma del 1973 di René Guénon, costituita da una raccolta di saggi in cui l'autore esplora in profondità due grandi tradizioni spirituali: l'Islam esoterico (soprattutto il Sufismo) e il Taoismo cinese. Guénon, filosofo e metafisico francese, è noto per la sua opera nel campo della tradizione e della metafisica comparata, cercando punti di contatto tra diverse religioni e sistemi filosofici tradizionali.

## Contenuto
- Esoterismo islamico (Sufismo): Guénon esplora le dimensioni esoteriche dell’Islam, concentrandosi in particolare sul Sufismo, la corrente mistica della religione islamica. Egli distingue chiaramente tra Islam exoterico (la pratica esteriore della religione, le leggi, i rituali) e l'Islam esoterico (la dimensione interiore e spirituale). Nel Sufismo, Guénon vede un cammino iniziatico che cerca l’unione diretta con Dio attraverso la purificazione interiore e il superamento dell’ego. Vengono discusse le strutture simboliche dell’Islam, l'importanza della shahada (la testimonianza di fede), e il ruolo del maestro spirituale (sheikh).[1][2]
- Taoismo: Guénon vede nel Taoismo un sistema metafisico profondo che condivide molti tratti con l'esoterismo islamico, specialmente nell’idea del ritorno all'Uno. La dottrina taoista del Tao, l'Ordine universale che sottostà a tutte le cose, ha per Guénon forti affinità con la concezione dell'Essere in altre tradizioni esoteriche. Egli tratta anche il concetto del Wu Wei (non-azione) come un principio di armonia universale, che invita l'individuo a sintonizzarsi con il ritmo naturale del cosmo.[1][2]
- Confronti tra le due tradizioni: Guénon sottolinea i parallelismi tra l'esoterismo islamico e il Taoismo, dimostrando come entrambe queste tradizioni condividano una prospettiva metafisica che trascende le forme religiose specifiche. Entrambi i sistemi, secondo lui, indicano un cammino di realizzazione spirituale che si dirige verso la conoscenza dell’Assoluto, attraverso l’interiorizzazione delle verità cosmiche e il superamento dell’ego individuale.[1][2]

## Temi principali
- Unità trascendentale delle tradizioni spirituali: Guénon suggerisce che tutte le grandi tradizioni esoteriche puntino verso una stessa Verità unica e universale, che si manifesta in forme diverse secondo le culture e le epoche.[1]
- Metafisica e simbolismo: Viene data molta importanza al simbolismo nelle pratiche religiose, che per Guénon serve a trasmettere insegnamenti spirituali profondi al di là della comprensione razionale.[1]
- Ritorno all’Uno: Sia il Sufismo che il Taoismo sono visti come vie per tornare all’Unità originale, superando la frammentazione dell’esistenza ordinaria.[1]

## Edizioni
- René Guénon, Aperçus sur l'ésotérisme islamique et le Taoïsme, 1973.
- René Guénon, Scritti sull'esoterismo islamico e il taoismo, adelphi, 1973.
- René Guénon, Scritti sull'esoterismo islamico e il taoismo, traduzione di L. Pellizzi, Adelphi, 1993  [1973], ISBN 9788845910265.